# Leptothyrium ilicinum
Leptothyrium ilicinum är en svampart som beskrevs av Sacc. 1884. Leptothyrium ilicinum ingår i släktet Leptothyrium, divisionen sporsäcksvampar och riket svampar.   Inga underarter finns listade i Catalogue of Life.